# HD 150483
HD 150483，又名BD+12 3063，SAO 102314、HR 6203，是一颗恒星，视星等为6.08，位于銀經29.51，銀緯34.53，其B1900.0坐标为赤經16h 36m 11.9s，赤緯+12° 34.53′ 20″。